# Brimus spinipennis
Brimus spinipennis är en skalbaggsart som först beskrevs av Francis Polkinghorne Pascoe 1858.  Brimus spinipennis ingår i släktet Brimus och familjen långhorningar. Inga underarter finns listade.